# Kevin Grimes
Pour les articles homonymes, voir Grimes.
Kevin Grimes (né le 19 août 1979 à Ottawa, Ontario au Canada) est un joueur professionnel canadien de hockey sur glace.

## Carrière de joueur
Grimes joua en junior avec les Frontenacs de Kingston dans la Ligue de hockey de l'Ontario. Il impressionna assez les dirigeants de l'Avalanche du Colorado pour que ces derniers en fassent un choix de premier tour au repêchage d'entrée dans la LNH 1997.
C'est lors de la saison 1999-2000 qu'il fit ses débuts professionnels avec le Pride de Pee Dee dans la East Coast Hockey League. Cette année-là, il joua également quelques parties dans la Ligue internationale de hockey avec les Griffins de Grand Rapids. Il joua toute sa carrière dans l'ECHL à part les neuf parties dans la LIH (sur deux saisons).

## Statistiques
| Saison    | Équipe                   | Ligue |    | Saison régulière | Saison régulière | Saison régulière | Saison régulière | Saison régulière |   | Séries éliminatoires | Séries éliminatoires | Séries éliminatoires | Séries éliminatoires | Séries éliminatoires |
| Saison    | Équipe                   | Ligue | PJ | B                | A                | Pts              | Pun              | PJ               | B | A                    | Pts                  | Pun                  |                      |                      |
| 1996-1997 | Frontenacs de Kingston   | LHO   | 57 | 2                | 12               | 14               | 188              | 1                | 0 | 0                    | 0                    | 0                    |                      |                      |
| 1997-1998 | Frontenacs de Kingston   | LHO   | 62 | 1                | 27               | 28               | 179              | 12               | 0 | 1                    | 1                    | 16                   |                      |                      |
| 1998-1999 | Frontenacs de Kingston   | LHO   | 56 | 5                | 20               | 25               | 184              | 5                | 2 | 3                    | 5                    | 12                   |                      |                      |
| 1999-2000 | Pride de Pee Dee         | ECHL  | 41 | 1                | 2                | 3                | 87               | -                | - | -                    | -                    | -                    |                      |                      |
| 1999-2000 | Griffins de Grand Rapids | LIH   | 4  | 0                | 0                | 0                | 13               | -                | - | -                    | -                    | -                    |                      |                      |
| 2000-2001 | Mysticks de Mobile       | ECHL  | 52 | 0                | 2                | 2                | 255              | 8                | 0 | 1                    | 1                    | 32                   |                      |                      |
| 2000-2001 | Griffins de Grand Rapids | LIH   | 5  | 0                | 0                | 0                | 4                | -                | - | -                    | -                    | -                    |                      |                      |
| 2001-2002 | Mysticks de Mobile       | ECHL  | 64 | 2                | 7                | 9                | 134              | -                | - | -                    | -                    | -                    |                      |                      |
| 2002-2003 | Bandits de Jackson       | ECHL  | 20 | 1                | 5                | 6                | 64               | -                | - | -                    | -                    | -                    |                      |                      |
| 2002-2003 | Generals de Greensboro   | ECHL  | 54 | 1                | 7                | 8                | 141              | 8                | 2 | 0                    | 2                    | 27                   |                      |                      |
| 2003-2004 | Generals de Greensboro   | ECHL  | 55 | 2                | 4                | 6                | 166              | -                | - | -                    | -                    | -                    |                      |                      |